# Jean Pelletier (Bischof)
Jean Pelletier (* 9. März 1963 in Saint-Sulpice, Département Maine-et-Loire) ist ein französischer römisch-katholischer Geistlicher und ernannter Bischof von Mende.

## Leben
Jean Pelletier studierte Philosophie und Theologie und empfing am 26. Juni 1994 das Sakrament der Priesterweihe für das Bistum Angers.
Nach der Priesterweihe war er zunächst in Segré in der Pfarrseelsorge und in der Schulseelsorge an den öffentlichen Oberschulen tätig. Von 1999 bis 2001 spezialisierte er sich in weiteren Studien auf biblische und Systematische Theologie und erwarb am Institut Catholique de Paris das Lizenziat. Anschließend war er neben verschiedenen Tätigkeiten in der Pfarrseelsorge Beauftragter des Bistums Angers für den missionarischen Dienst der Geistlichen und Laien und ab 2007 Mitglied des Seelsorgerteams der internationalen katholischen Landjugendbewegung. 2014 wurde er zum Bischofsvikar für die Dekanate Cholet, Coteaux-de-Loire und Mauges et Lyon ernannt. 2019 wurde er Leitungsassistent am Propädeutikums Charles de Foucauld der Kirchenprovinz Rennes in Saint-Pern, dessen Leitung er 2022 übernahm.
Papst Leo XIV. ernannte ihn am 20. Mai 2025 zum Bischof von Mende. Die Bischofsweihe ist für den 7. September 2025 in der Kathedrale von Mende vorgesehen.